# San Quintin (Pangasinan)
Pour les articles homonymes, voir San Quintin.
San Quintin est une municipalité de la province de Pangasinan, aux Philippines.

## Quartiers
San Quintin est divisée en 21 quartiers ou barangays :
| - Alac - Baligayán - Bantog - Bolintaguen - Cabangarán | - Cabalaoangán - Calomboyán - Carayacán - Casantamaría-an - Gonzalo | - Labuán - Lagasit - Lumayao - Mabini - Mantacdang | - Nangapugán - San Pedro - Ungib - Población Zona I - Población Zona II - Población Zona III |  |